# سوژوو (آن‌هوی)
سوژوو (به لاتین: Suzhou, Anhui) یک شهر مرکزی در جمهوری خلق چین است که در آن‌هوی واقع شده است.

## خصوصیات
سوژوو ۹٬۹۳۹٫۸ کیلومترمربع مساحت و ۵٬۳۵۲٬۹۲۴ نفر جمعیت دارد.